# Ковалевський Антон Анатолійович
Антон Анатолійович Ковалевський (нар. 2 серпня 1984, Київ) — колишній український футболіст, що грав на позиції півзахисника.

## Ігрова кар'єра
Народився 2 серпня 1984 року в місті Київ. У футбол починав грати дитячій команді ФК «Лепсе». Вихованець футбольної школи київського «Арсеналу». Останні півтора юнацьких роки провів у школі футболу київського «Динамо». Одного разу на прохання друзів зіграв за збірну Збройних сил України зі збірною німецького Бундесверу. На цій грі був присутній тренер-селекціонер «Ворскли» Орест Баль, який після матчу запросив Антона в Полтаву.
У Полтаві починав з другої команди, яку очолював Олег Моргун. Через півроку, 18 червня 2003 року, дебютував у вищій лізі в матчі проти маріупольського «Іллічівця» (1:1), вийшовши на заміну на останні пів години матчу. З 2003 по 2005 роки був гравцем «Ворскли». У той період в Полтаві тренери змінювалися по кілька разів за сезон. При Володимирі Мунтяні був гравцем основного складу. Послідовники Володимира Федоровича ж, для перевірки ігрових якостей, відправляли футболіста в дубль. Коли в команду прийшов Віктор Носов, Ковалевський, що мав з ним розбіжності, був змушений її залишити.
Гравець був відданий в оренду в першоліговий клуб «Нафтовик-Укрнафта», після чого підписав повноцінний контракт зі «Сталля» (Дніпродзержинськ), а потім перейшов в «Миколаїв».
Взимку 2008 року агент Ковалевського вийшов на зв'язок з українським тренером Анатолієм Пісковцем, який незадовго до цього очолив чемпіона Грузії — «Олімпі» з міста Руставі. Пісковець взяв гравця на Кубок Співдружності, після якого Ковалевський отримав запрошення спробувати себе в казанському «Рубіні». З цією командою Антон пройшов збори, але укласти контракт не вдалося через переїзд в Казань іншого українського нападника — Сергія Реброва. Ковалевський повернувся до Грузії. З «Олімпі» посів у чемпіонаті Грузії підсумкове четверте місце.
З літа 2008 року деякий час провів у білоруському «Гомелі». З 2009 по 2010 роки грав у азербайджанському «Турані». У цій команді перекваліфікувався з нападника в півзахисники.
У «Турані» грав разом з молдавським футболістом Валерієм Оніле. Коли він повернувся на батьківщину, то звернув увагу місцевих селекціонерів на Ковалевського. Так Антон опинився в «Мілсамі», звідки 2011 року перейшов в «Зімбру». У складі кишинівської команди двічі ставав бронзовим призером чемпіонату Молдови (2010/11, 2011/12), але повноцінним гравцем стартового складу не став.
2012 року повернувся в Україну. Виступав у командах нижчих дивізіонів «Олімпік» (Донецьк), «Арсенал» (Біла Церква) та аматорської — «Єдність» (Плиски). Крім того, пробував свої сили в білоруській «Білшині» та «Полтаві», проте до контракту справа так і не дійшла.
У вересні 2013 року на запрошення українського спеціаліста Романа Покори став гравцем грузинської «Гурії», яку згодом залишив ще до закінчення чемпіонату через те, що керівництво клубу не виконувало взяті на себе фінансові зобов'язання. З цієї причини троє українців — тренер Покора та гравці Ковалевський та Віталій Шумейко судилися з клубом.
У січні 2014 року підтримував форму у київському «Локомотиві».
У тому ж 2014 році завершив виступи як футболіст.

## Досягнення
- Бронзовий призер чемпіонату Молдови (2): 2010/11, 2011/12
- Чемпіон Чернігівської області (1): 2013